# Szaleńcy (film 2007)
Szaleńcy – polski film fabularny (komedia obyczajowa) z 2007 roku w reżyserii Pawła Wendorffa.

## Obsada
- Andrzej Nejman – Pierwszy
- Dariusz Majchrzak – Drugi
- Piotr Bajor – właściciel domu
- Aleksandra Kisio – siostra recepcjonistki
- Katarzyna Trzcińska – kuzynka
- Sławomir Orzechowski – kobieciarz
- Anna Majcher – recepcjonistka
- Jacek Braciak – przyjaciel
- Katarzyna Ankudowicz – dziewczyna w ręczniku
- Paweł Wendorff – otwierający drzwi
- Jakub Strzałkowski – obrażony
- Julian Strach – właściciel karty telefonicznej
- Aneta Wrona – właścicielka karty telefonicznej
- Szczepan Szczykno – warcabista
- Tomasz Samosionek – warcabista
- Tomasz Jarski – mężczyzna z ręcznikiem
- Rafał Mierzejewski – mężczyzna z ręcznikiem
- Wojciech Biedroń – Gruby, znajomy ze szpitala
- Przemysław Bluszcz – właściciel psa
- Piotr Antczak – właściciel psa
- Andrzej Dąbrowski – kolega ze wsi
- Dominika Łakomska – trenerka warcabistów
- Wojciech Starostecki – mężczyzna w przedziale
- Katarzyna Kwiatkowska – Ankieterka na dworcu kolejowym
- Marek Włodarczyk – kasjer na dworcu kolejowym (niewymieniony w czołówce)
- Janusz Dworzaczek – głos z kiosku (głos)

## Fabuła
Szaleńcy to historia dwóch młodych mężczyzn, którzy uciekają ze szpitala psychiatrycznego, ponieważ mają do wykonania pewną ważną misję. Na swojej drodze spotykają różnych ludzi, którzy angażują ich w swoje sprawy osobiste.